# Marvin van der Pluijm
Marvin van der Pluijm (né le 11 janvier 1979 à Raamsdonksveer) est un coureur cycliste néerlandais. Actif durant les années 2000, il a notamment été champion des Pays-Bas sur route amateurs.

## Palmarès
- 2001
  - Classic 2000 Borculo
- 2002
  - 3e étape de l'OZ Wielerweekend
- 2003
  -  Champion des Pays-Bas sur route amateurs
  - Ronde van Midden-Nederland
  - 2e de l'Acht van Chaam
  - 2e du GP Wieler Revue
- 2004
  - Gand-Staden
  - Ster van Zwolle
  - Circuit de Campine
  - 1re étape de l'Olympia's Tour
  - 2e étape du Tour de Tarragone
  - 1re étape de l'OZ Wielerweekend
  - Noord Nederland Tour (avec 21 autres coureurs)
  - 2e du ZLM Tour
- 2005
  - 6e étape de l'Olympia's Tour
  - 5e étape du Tour de Tarragone
  - 3e étape du Tour de la province de Namur
  - 2e de l'Olympia's Tour
  - 2e du Ster van Zwolle
  - 3e du Dorpenomloop Rucphen
- 2006
  - Ster van Zwolle
  - Omloop Houtse Linies
- 2007
  - Parel van de Veluwe (en)
- 2008
  - 3e du Parel van de Veluwe

## Classements mondiaux
| Année           | 2005 | 2006 | 2007 | 2008 |
| --------------- | ---- | ---- | ---- | ---- |
| UCI Europe Tour | 362e | 692e |      | 974e |